# 大祝安親
大祝安親／祝安親(おおほうり やすちか／ほうり やすちか、生年不詳 - 建武4年？〈1337年？〉)は、鎌倉時代後期から南北朝時代にかけての伊予国の武将である。通称 彦三郎。伊予大三島の大山祇神社の神職を担う大祝氏(越智氏)の一族であり、大祝職の陣代として軍務を務めた。

## 経歴
越智安胤の次男として誕生し、祖父は大山祇神社第18代大祝職の大祝安俊である。また、弟に第22代大祝職であり温泉郡大空城(おおうつろじょう)の城主でもあった大祝安林がいる。安親自身は大祝職にならなかったため、社家の武門である「祝氏」として表記されることが多い。
歴史上における初見は、嘉暦2年(1327年)であるとされている。越智郡高橋郷別名地域にて一分地頭職であった祝安定による土地紛争ののち、その名主の権限、知行が地頭により安親に移りその際に下された嘉暦2年12月12日付の宛行状の中にその名が見られる。(三島家文書)
鎌倉時代末期には、護良親王の発した討幕の令旨に応じ同じく伊予の武将である土居通増や得能通綱らとともに朝廷側として挙兵を進める。元弘3年(1333年)に祝、土居、得能をはじめとした伊予勢は長門探題の北条時直の伊予侵攻に対し越智郡石井浜でこれを迎え撃ち時直の軍勢を退けた。その後も時直は久米郡石井郷に軍を進めるも伊予の連合軍との戦闘で敗走することとなる。
この戦いのあとも、安親は讃岐に進軍し幕府軍の撃破を果たしている。こうした安親の活躍は「祝安親軍忠状」「中院通顕感状」として三島家文書の中に複数残っており、伊予における反幕府派の中心的人物であったことを物語っている。
鎌倉幕府滅亡後の建武元年(1334年）、幕府軍残党である赤橋駿河太郎重時が伊予周布郡の立烏帽子城に立てこもり建武新政府に対し反旗を翻したため祝安親、得能通時らが後醍醐天皇の綸旨を受けこれを討伐。ここまでの安親の活動はすべて朝廷側での動きになるが、建武3年(1336年)以降突如足利尊氏を中心とする武家方へ属することになる。朝廷勢から離反した明確な時期は不明だが、尊氏が武家政権再興に動き出した建武2年(1335年)頃であろうと推測される。武家方へ転じた安親は、建武3年(1336年)から朝廷方の武将 合田貞遠が守る伊予の松前城(まさきじょう)を攻めこれを攻略。さらに伊予郡双海町上灘の由並城も撃破する活躍を見せる。(三島家文書「祝安親軍忠状」）
祝安親に関する記録は、建武3年(1336年)の細川皇海の出馬催促を受けたことを最後に途絶えている。また、建武4年(1337年)に安親自身ではなく「彦三郎入道館」という宛名が記された文書が残されていることから建武年間に没した可能性が考えられる。墓所は今治市鳥生にある。